# Pidonia qinlingana
Pidonia qinlingana är en skalbaggsart som beskrevs av Holzschuh 1998. Pidonia qinlingana ingår i släktet Pidonia och familjen långhorningar. Inga underarter finns listade i Catalogue of Life.